# Remo (azienda)
La Remo è un'azienda statunitense specializzata nella costruzione di pelli sintetiche per strumenti a percussione e batterie.

## Storia
L'azienda fu fondata nel 1957 dal batterista Remo D. Belli, che sperimentò un nuovo tipo di pelli sintetiche per tamburi in Mylar. Queste pelli si rivelarono assai più stabili di quelle naturali rispetto ai cambiamenti climatici, ovvero agli sbalzi di caldo e freddo e riuscirono così a conquistare il mercato.
La Remo da allora ha continuato a proporre strumenti a percussione originali e innovativi, come le pelli doppio strato sordinate "pinstripe", i Rototom, brevettati negli anni '70, i recenti TSS Drums in alluminio (uno speciale incrocio tra un tom-tom e un tamburo a cornice) e anche linee di batterie proprie.